# Journée du souvenir trans
La Journée du souvenir trans, déclinaison française du Transgender Day of Remembrance (TDoR), a lieu le 20 novembre dans le monde entier, pour commémorer les personnes trans mortes de la transphobie, c’est-à-dire la haine des personnes trans,,, et pour attirer l'attention sur les violences subies par les communautés trans. Sont commémorées les personnes assassinées, celles suicidées, et celles mortes de précarité financière et de santé.

## Historique
La journée du souvenir trans a lieu le 20 novembre de chaque année,, en mémoire de Rita Hester, tuée le 28 novembre 1998 à Allston dans le Massachusetts, lors d'un crime de haine transphobe,,,. C’était initialement un projet Web, "Remembering Our Dead", créé en 1999 par Gwendolyn Ann Smith,,, une graphiste, éditorialiste et militante trans. Puis le projet a évolué progressivement en une journée d’action internationale, le Transgender Day of Remembrance,,,.

## Objectifs

### Généraux
La journée du souvenir trans a plusieurs objectifs :
- commémorer toutes les personnes ayant été victimes de crimes haineux et de préjugés,
- sensibiliser aux crimes haineux envers la communauté trans,
- rendre hommage aux personnes décédées et à leurs proches[20].

### Politique
Si cette journée marque la solidarité de la communauté LGBT à l’égard des victimes et témoigne de son indignation, elle veut aussi rappeler que la transphobie n’est pas reconnue comme discrimination ou circonstance aggravante pour les crimes par l’État.
Il en résulte qu’aucune statistique officielle n’est disponible. En 2011, 221 cas de personnes trans assassinées furent comptabilisés par les associations trans,.
Ce nombre ne représente pas la réalité puisque le comptage est effectué localement par un nombre réduit d’organisations et dans peu de pays. De plus, la plupart des crimes restent ignorés puisque le caractère transphobe n’est pas retenu par les autorités.

## Actions

Symbole trans

Le TDoR est devenue le point culminant de toute une semaine d'action, la « Transgender Awareness Week » (« Semaine de sensibilisation trans »).

### Lieux publics
Généralement, un TDoR mémorial comprend une lecture des noms de ceux qui ont perdu leur vie au cours de l'année précédente, et peut inclure d'autres actions, telles que des veillées aux chandelles, des expositions d'art, des collectes de denrées alimentaires, de projections de films et des marches. La Gay & Lesbian Alliance against Defamation (GLAAD) a largement couvert les TDoR. GLAAD a interviewé de nombreuses personnes transgenres défenseurs (y compris l'actrice Candis Cayne), a brossé le portrait d'un événement à la ville de New York de la Communauté LGBT Center, et a discuté de la couverture médiatique de TDoR,,,,.

### GLAAD
L'association Gay & Lesbian Alliance Against Defamation (GLAAD) a consacré un ample espace au TDoR et défend la couverture du TDoR par les médias,,,.

### Webcomics Transgender Day of Remembrance
Le projet Webcomics Transgender Day of Remembrance est un événement en ligne créé par Jenn Dolari et Erin Lindsey pour la Journée du souvenir trans : les créateurs de différentes bande dessinée en ligne dessinent une page dédiée à l'anniversaire du 20 novembre.
À l'origine, le projet était un croisement comique entre Venus Envy et Closetspace pour la sixième Journée du Souvenir (2004), mais la participation a augmenté pour inclure neuf bandes dessinées au total au cours de la première année. L'événement a continué à se tenir depuis lors : une galerie permanente des pages est hébergée sur le site web de Jenn Dolari.

## Diffusion

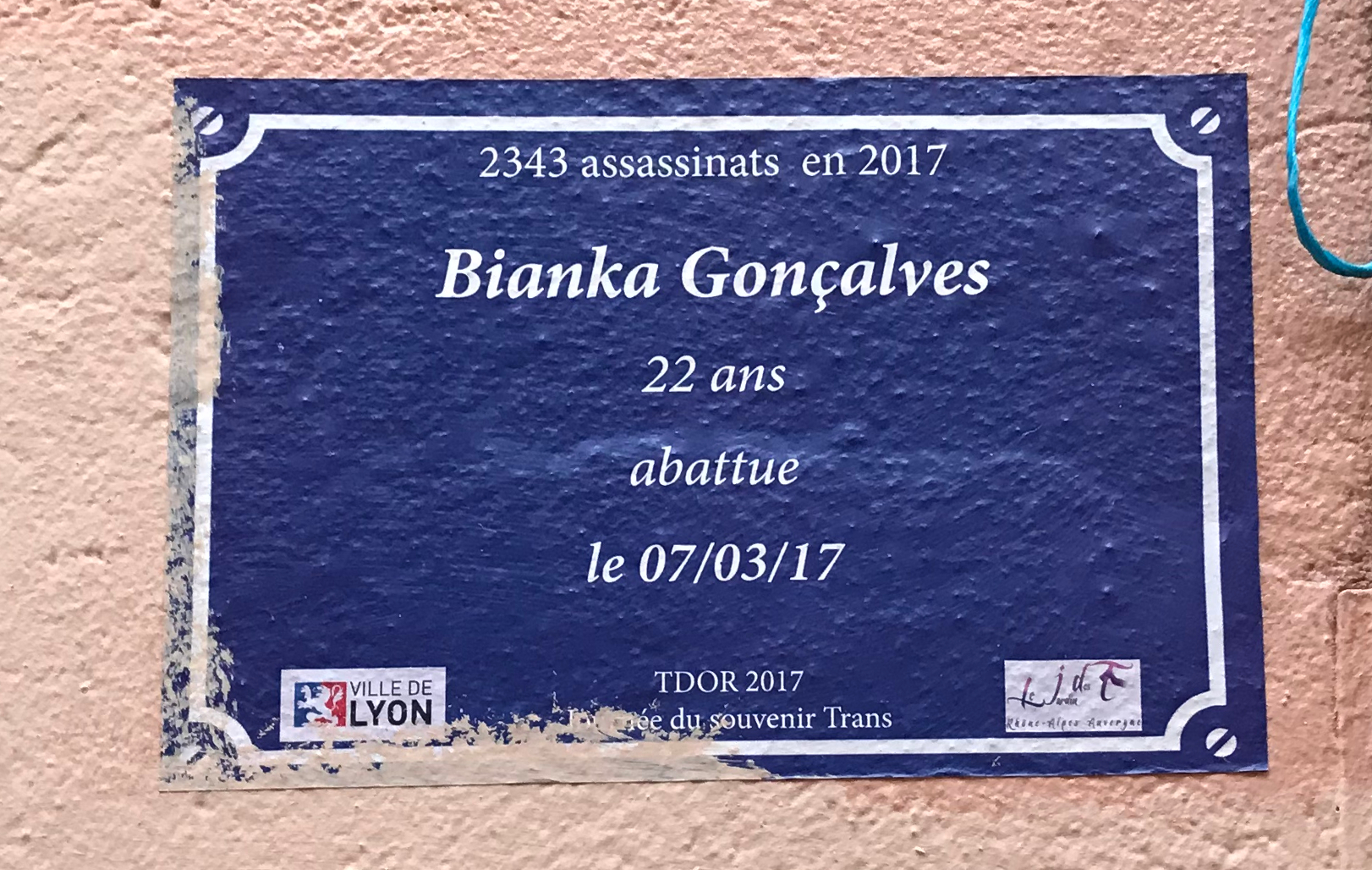
Fausse plaque de rue affichée dans une rue de Lyon à l'occasion du Jour du souvenir trans (Bianka Gonçalves).

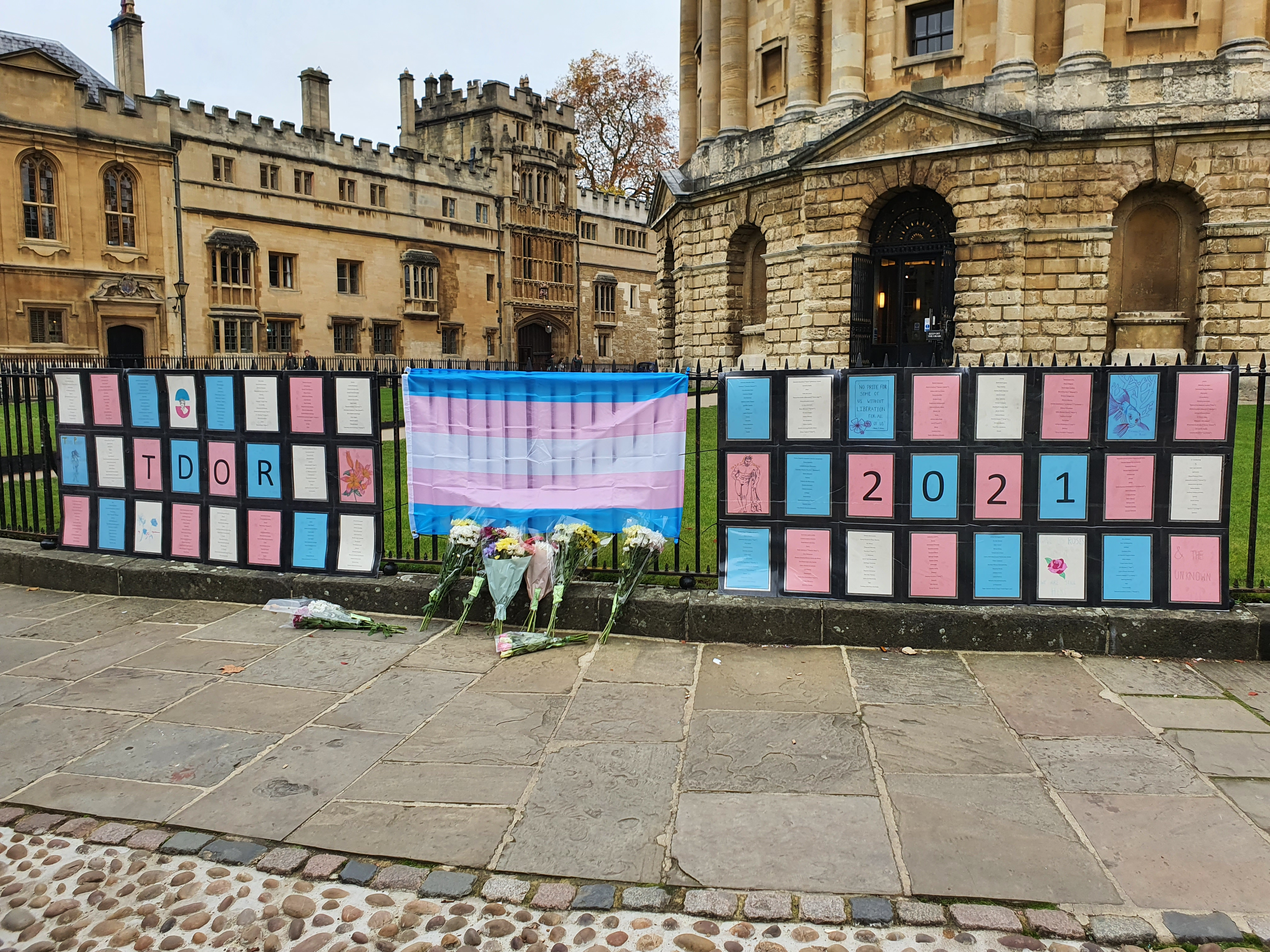
Mémorial du TDoR à Radcliffe Square (Oxford, Royaume-Uni), novembre 2021.

En 2010, le TDoR a été suivi dans 185 villes dans plus de 20 pays,,,,.

### Allemagne
En Allemagne, ce sont les associations lesbiennes et gay qui organisent chaque année les actions du jour de commémoration.

### Canada
Le 12 décembre 2017, la province canadienne de l'Ontario a adopté à l'unanimité la loi Trans Day of Remembrance Act du 12 décembre 2017 reconnaissant TDoR et exigeant que l'Assemblée législative tienne un moment de silence chaque année le 20 novembre,. Après la province du Saskatchewan en 2015, suivie de l'Ontario en 2016 et de l'Alberta en 2018, le bâtiment de l'Assemblée législative de la Colombie-Britannique arbore en 2019 les couleurs du drapeau de la fierté transgenre. Une longue minute de silence est observée par une centaine de personnes.

### France
Cette journée a commencé à être célébrée en France à Paris en 2002 à l'initiative de l'association CARITIG,. En 2003, une action contre la CNAM est organisée par Act Up-Paris. Deux actions ont lieu en 2004, à Paris avec un die-in (action au cours de laquelle les manifestants s'allongent sur le sol en simulant d'être morts) du Groupe activiste trans (GAT) et à Strasbourg par Support transgenre Strasbourg (STS),.
Les commémorations prennent souvent la forme d'un rassemblement avec bougies autour de la lecture ou de l'exposition des noms des personnes trans assassinées dans l’année écoulée, mais ne s’y limitent pas : lecture de textes, actions militantes théâtralisées contre des institutions perçues comme transphobes, projections de films ou de documentaires, conférences.
En 2021, une manifestation organisée à Paris, suivie d'une commémoration, réunit plusieurs milliers de personnes, un nombre plus important que les années précédentes. La manifestation est cependant en partie invisibilisée par celle simultanée de #NousToutes, qui appelle néanmoins à rejoindre la commémoration à l'issue de sa propre marche,.
En 2023, les associations de personnes concernées ont recensé la mort d'au moins dix-huit personnes trans dans l'année.

### Italie
Une commémoration est organisée chaque année dans plusieurs villes italiennes. En particulier à Rome le 20 novembre en mémoire du meurtre d'Andrea Oliviero.
La Journée du souvenir trans de Rome est célébrée par une veillée aux chandelles à la Gare de Rome-Termini, ainsi que dans la rue Gay. En 2017, une série d'événements supplémentaires ont été organisés par le Circolo Mario Mieli Homosexuel culturel et COLT (Lazio Trans Coordination) sur le lieu de la découverte du corps d'un jeune fille trans, près du Métro Eur Magliana. Le meurtre, qui avait bouleversé la communauté rom des LGBT, conduit au rassemblement le 19 décembre à 20 h dans le parc du tourisme, où le corps a été retrouvé. L'appel commence à partir de National Arcigay.
À Turin, elle est célébrée dans une Trans Freedom March.
Le 20 novembre 2016, la Journée du souvenir trans a été célébrée également à Sanremo, ce fut le premier événement consacré à la cause transgenre à Imperia. L'événement était organisé par le Rainbow Imperiese Movement (le comité territorial d'Arcigay Imperia) et par l'AGEDO.

### Pays-Bas
Il y a aussi de la violence contre les personnes transgenres aux Pays-Bas. Une étude de Transgender Network Nederland publiée le 1er novembre 2015 sur la sécurité des personnes transgenres dans l'espace public aux Pays-Bas a révélé que pas moins de 43 % des personnes interrogées avaient dû faire face à de la violence envers eux pendant l'année écoulée.

La Transgender Day of Remembrance a lieu chaque année dans une ville différente des Pays-Bas. En 2015, c'était à La Haye, en 2014 Maastricht et en 2013 Nimègue.

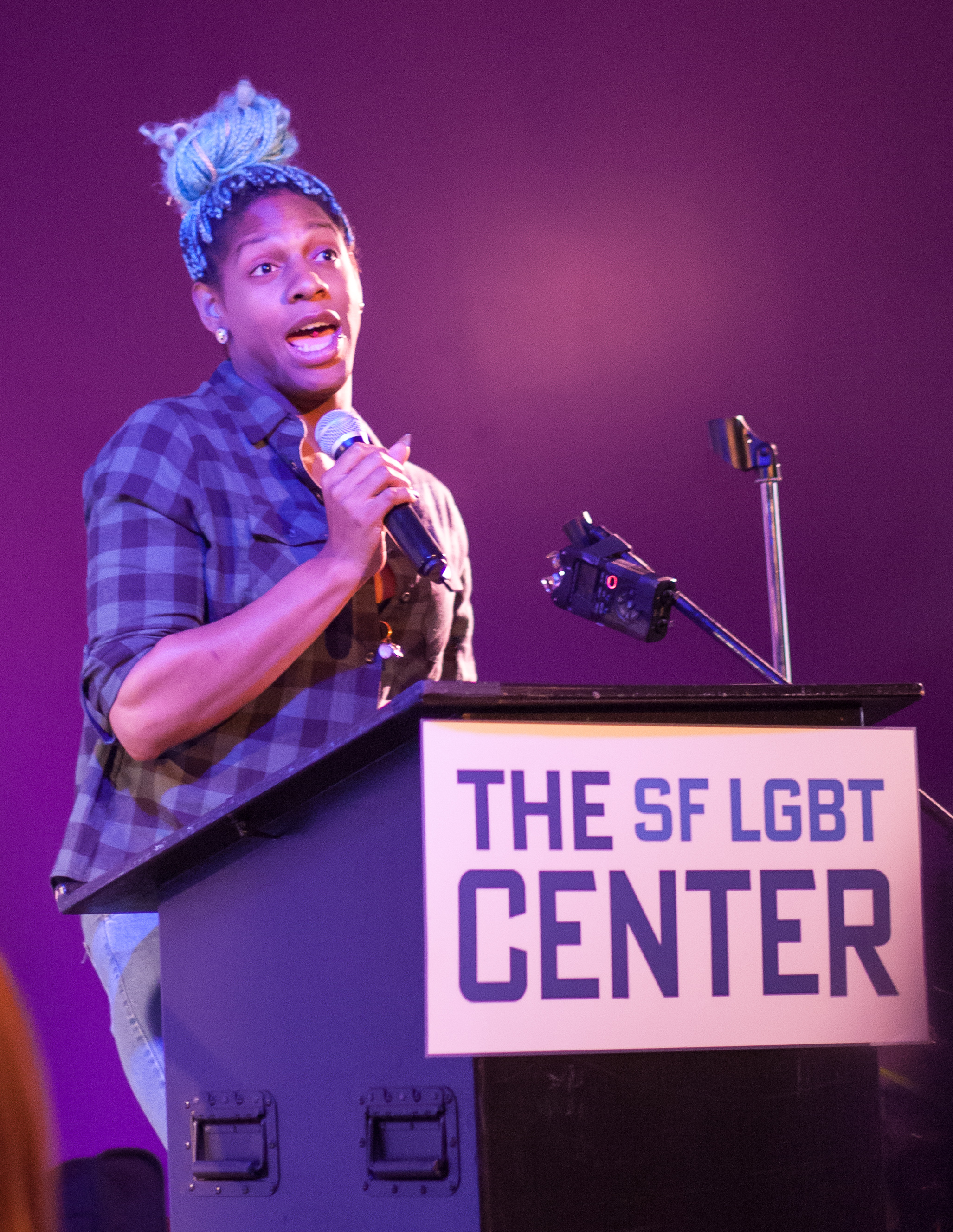
CeCe McDonald parle en 2015, Journée du Souvenir Trans à San Francisco.

## Critiques

### Représentation des diversités
Les théoriciens C. Riley Snorton et Jin Haritaworn critiquent la manière dont les images et les récits sur les décès des personnes trans de couleur, le plus souvent des femmes trans, sont diffusés au sein de mouvements sociaux et espaces dirigés par des militants blancs, gay et trans, comme lors de la Journée du souvenir trans.
Dans le cas de la femme transgenre afro-américaine Tyra Hunter, Snorton et Haritaworn observent que les dangers qui guettent les femmes transgenres, et transféminines, et les cadavres trans non blancs n'obtiennent de considération qu'après leur mort, et que cette violence ne se remarque pas comme une combinaison de transferts systématiques et de racisme. C'est entre autres pour cette raison que les militants transgenres CeCe McDonald, Queen Gossett, Sylvia Rivera, Dean Spade, et les travaux de Snorton et Haritaworn affirment l'importance de la diversité dans des événements tels que la Journée du souvenir trans, et dans le militantisme trans en général.

### Déresponsabilisation
Selon le professeur Sarah Lamble (2008), l'accent mis par Journée du souvenir trans sur le chagrin collectif est susceptible de donner l'impression au téléspectateur blanc d'être innocent de la violence contre les femmes trans non blanches pour lesquelles il est désolé. Elle affirme :

« Notre tâche est de promouvoir ceux qui soutiennent non seulement la Journée du souvenir trans, mais aussi de nombreuses actions, car nous comptons sur eux pour faire face à la violence. Aucun d'entre nous n'est innocent. Nous devons inventer des pratiques de commémoration qui se situent à notre propre point de vue, parmi les structures du pouvoir qui permettent la violence. Notre tâche est de passer de la compassion à la responsabilité, de la conscience à la réaction, de l'observation à l'action. Il ne suffit pas d'honorer les souvenirs des morts — nous devons changer les pratiques des vivants. »

### Récupération de décès de travailleuses du sexe
La militante transgenre Mirha-Soleil Ross critique la Journée du souvenir trans pour créer la confusion sur la motivation derrière les meurtres de travailleuses du sexe transgenres.
Dans un entretien avec la chercheuse Viviane Namaste, elle présente des exemples de travailleuses du sexe transgenres qui ont été assassinés à Toronto pour être des travailleuses du sexe et accuse les organisateurs de TDoR d'utiliser ces femmes qui sont mortes comme des martyres de la communauté transgenre.